# Vilšynky
Vilšynky, česky také Vulšinky, ukrajinsky Вільшинки, maďarsky Egreshát, je obec v Turie-Remetské územní komunitě (hromadě), v okrese Užhorod, v Zakarpatské oblasti na Ukrajině. V roce 2001 zde žilo 561 obyvatel.

## Historie
První písemná zmínka o této vesnici pochází z roku 1552. Do uzavření Trianonské smlouvy byla ves součástí Uherska, poté byla součástí Československa. Od roku 1945 byla ves součástí Ukrajinské sovětské socialistické republiky, která byla součástí SSSR. Od roku 1991 je součástí nezávislé Ukrajiny.